# Östra Grevie
Östra Grevie est une localité suédoise située dans la commune de Vellinge en Scanie.
Sa population était de 793 habitants en 2019.